# Dinosaurier – Im Reich der Giganten
Dinosaurier – Im Reich der Giganten (Originaltitel: Walking with Dinosaurs) ist eine dokumentarische Fernsehserie der britischen BBC aus dem Jahr 1999 über Dinosaurier und andere Reptilien (Saurier) des Mesozoikums (Erdmittelalter). Die um mehrere Specials erweiterte sechsteilige Miniserie ist der erste Teil einer Trilogie (die Originaltitel beginnen mit Walking with…) über ausgestorbene Tiere, es folgten die Die Erben der Saurier und Die Ahnen der Saurier. Die Erstausstrahlung im deutschen Fernsehen erfolgte am 11. November 1999 auf dem Sender ProSieben.
Sprecher der deutschsprachigen Fernsehserie und der DVDs ist der Schauspieler  Otto Clemens.

## Handlung

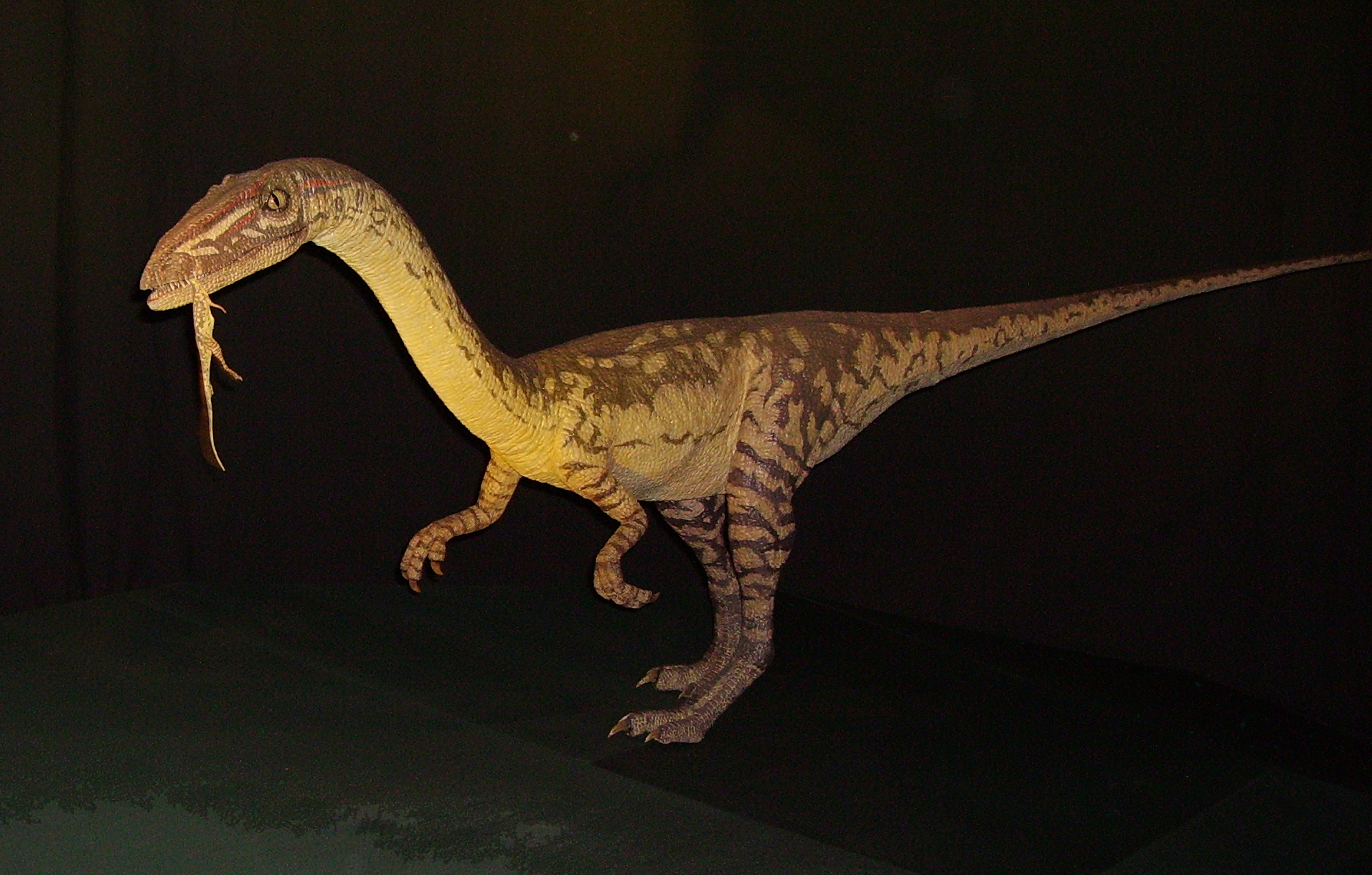
Für die Dokumentation genutztes Animatronic eines Coelophysis

Dinosaurier – Im Reich der Giganten handelt, auf Grundlage paläontologischer Erkenntnisse, vom Leben auf der Erde zur Zeit des Erdmittelalters (Mesozoikum), dasjenige Erdzeitalter, in der die Dinosaurier das Leben auf dem Festland dominierten. In den sechs der erdgeschichtlichen Chronologie folgenden Teilen werden einige Dinosaurier und ihre Verwandten (Plesiosaurier und Flugsaurier) in Trias (u. a. Placerias, Coelophysis, Peteinosaurus und Plateosaurus), Jura (u. a. Diplodocus, Allosaurus, Stegosaurus und Liopleurodon) und der Kreidezeit (u. a. Ornithocheirus, Iguanodon, Leaellynasaura, Anatotitan, Torosaurus, Tyrannosaurus) beschrieben.

### Frisches Blut
Diese Folge, die in der Obertrias spielt, erzählt von den Anfängen der Dinosaurier und zeigt sie zu dieser Zeit mit den Rauisuchidaen und Therapsiden um die Vorherrschaft um die Erde kämpfen. Im Mittelpunkt stehen die Coelophysis und ein Cynodontia Thrinaxodon-Paar. Der Zuschauer erlebt die erfolgreiche Jagd eines Postosuchus auf eine Herde Placerias und sieht, wie die Reptilien in Form des Peteinosaurus auch die Lüfte erobern. Dank ihrer Anpassungsfähigkeit und dem geringen Wasserbedarf gewinnen die Dinosaurier die Vorherrschaft über die Erde. Am Ende der Folge tauchen mit einer Plateosaurus-Herde die ersten großen Dinosaurier auf.
- Placerias
- Thrinaxodon, bezeichnet als Cynodontia
- Postosuchus
- Coelophysis
- Peteinosaurus
- Plateosaurus
- Lungenfische
- Großlibellen

### Die Zeit der Titanen
In dieser im späten Jura angesiedelten Episode stehen eine Diplodocus-Herde und ihr Sozialverhalten im Mittelpunkt. Ein Muttertier legt seine Eier im Wald ab, damit die Jungen vor großen Raubsauriern wie dem Allosaurus geschützt sind. Dennoch werden einige Jungtiere von einem Ornitholestes, einem kleinen Raubsaurier, gefressen. Einige Jahre später nähert sich die Gruppe aus jungen Diplodocus gefährlich nah dem Waldrand. Dabei werden sie Zeugen, wie ein Stegosaurus erfolgreich den Angriff eines Allosaurus abwehrt. Des Weiteren wird die Symbiose zwischen dem Diplodocus und dem Flugreptil Anurognathus thematisiert. Nach einem Waldbrand haben nur drei Jungtiere überlebt und nur das Erscheinen einer Gruppe Brachiosaurier rettet sie vor einem Angriff der Allosaurier. Ein weiteres Jungtier verschwindet, was mit ihm geschah, wird nicht angegeben. Die letzten beiden Jungtiere können sich einer Herde erwachsener Diplodocus anschließen.
- Diplodocus
- Allosaurus
- Brachiosaurier
- Stegosaurus
- Anurognathus
- Ornitholestes
- Dryosaurus
- Othnielia

### Eine Grausame See
Diese Folge widmet sich hauptsächlich dem Leben in den Meeren zur Oberjura. Eine Herde Ophthalmosaurus wird auf dem Weg zu ihren Brutplätzen begleitet. Gefährdet werden sie durch Haie der Gattung Hybodus und den gigantischen Pliosaurier Liopleurodon. Der Cryptoclidus wird mit einer Lebensweise ähnlich der der heutigen Robben dargestellt. Neben den Meeresreptilien wird mit dem Rhamphorhynchus ein mariner Flugsaurier vorgestellt. Dieser ernährt sich von Fischen und dem Laich der Pfeilschwanzkrebse. Der einzige vorkommende Dinosaurier ist der als zwischen kleinen Inseln pendelnder Raubsaurier dargestellte Eustreptospondylus.
- Ophthalmosaurus
- Monster von Aramberri, bezeichnet als großer Liopleurodon
- Cryptoclidus
- Eustreptospondylus
- Rhamphorhynchus
- Hybodus
- Pfeilschwanzkrebse
- Ammoniten
- Meeresfische und Korallenriffe

### Unter Flügeln von Giganten
In dieser Folge wird ein altes Ornithocheirus-Männchen auf seinem letzten Flug begleitet. Er macht im heutigen Brasilien in der Nähe einer Kolonie von Tapejara Rast. Anschließend macht er sich auf in Richtung Nordamerika. Dabei wird eine an der Küste wandernde Dakotadon-Herde in Begleitung eines Polacanthus gezeigt. In Europa ankommend wird das alte Männchen Zeuge, wie eine Gruppe Utahraptoren einen Iguanodon töten. Mit dem Iberomesornis wird angedeutet, wie die Vögel die Flugreptilien verdrängen. Aufgrund von Hunger und Überhitzung verstirbt das Ornithocheirus-Männchen während des Paarungskampfes um Weibchen.
Der Schwerpunkt dieser Episode liegt auf Flugsauriern und spielt in der Unterkreide.
- Ornithocheirus
- Tapejara
- Dakotadon, bezeichnet als nordamerikanischer Iguanodon
- Iguanodon, bezeichnet als europäischer Iguanodon
- Polacanthus
- Utahraptor
- Iberomesornis
- Pteranodon (nicht namentlich genannt)
- der nicht namentlich genannte Pliosaurier Plesiopleurodon

### Die Geister der Urzeitwälder
In dieser Folge wird das Leben der Tiere beschrieben, die während der mittleren Kreidezeit auf dem Kontinent Antarktika leben. Protagonisten sind eine Herde Leaellynasaura, die über einen Zeitraum von einem Jahr begleitet werden. Der Australovenator, bezeichnet als Zwerg-Allosaurus, wird als der größte lokale Räuber präsentiert und erweist sich als andauernde Bedrohung für die Leallynasaura-Herde. Die wie Nomaden lebenden Muttaburrasaurus wandern nur im Sommer in die Gebiete der Leaellynasaura. Der Koolasuchus ist ein Relikt aus vergangenen Zeiten, in denen Amphibien die Welt beherrschten. Er macht Jagd auf kleine Dinosaurier. Das Steropodon zeigt auf, dass auch Säugetiere schon große Spezies hervorgebracht haben.
- Leaellynasaura
- Australovenator, bezeichnet als Zwerg-Allosaurus
- Muttaburrasaurus
- Koolasuchus
- Steropodon
- ungenannter Kurzschwanzflugsaurier

### Untergang einer Dynastie
Die letzte Folge handelt vom extremen Vulkanismus am Ende der Kreidezeit und dessen Einfluss auf die Dinosaurier am Beispiel von Tyrannosaurus und Torosaurus und abschließend von dem Meteoriteneinschlag, der die Dinosaurier (bis auf die Vögel) aussterben ließ.
Begleitet wird ein Tyrannosaurusweibchen, das nach einer erfolglosen Brut auf der Suche nach einem Männchen ist. Dieses findet sie am Kadaver eines jungen Triceratops. Nach einer erfolgreichen Paarung hat sie erneut ein Gelege und wird von eierraubenden Säugetieren, den Didelphodons und dem Raptor Dromaeosaurus terrorisiert. Auch wird der spektakuläre Kampf zweier Torosaurier gezeigt. Mit dem Quetzalcoatlus wird einer der letzten Flugsaurier gezeigt, da diese Gruppe von den Vögeln verdrängt wurde. Eine Herde Edmontosaurus, die schließlich auf einen See trifft, wird auf Nahrungssuche gezeigt. Im Wasser leben die Deinosuchus, riesige Krokodile. Das Tyrannosaurus-Weibchen greift die Herde an und erlegt einen Edmontosaurus. Anschließend wird gezeigt, dass die Brut dieses Mal erfolgreich war und das Weibchen ihre drei Jungen mit Nahrung versorgt und beschützt. Später fehlt jedoch vom Kleinsten jede Spur und ein Ankylosaurus verletzt das Weibchen tödlich. Am darauffolgenden Morgen schlägt der Meteorit auf der Erde ein.
- Tyrannosaurus
- Triceratops (Kadaver)
- Torosaurus
- Edmontosaurus, bezeichnet als Anatotitan
- Ankylosaurus
- Dromaeosaurus
- Thescelosaurus
- Didelphodon
- Quetzalcoatlus
- Deinosuchus
- ungenannter Theropode (Kadaver)
- ungenanntes Säugetier (Kadaver)

## Auszeichnung
- Primetime Emmy Award for Outstanding Animated Program (One Hour or More) 2000

## Specials
2001 erschien das Special Die Geschichte von Big Al (englischer Originaltitel: The Ballad of Big Al). Während der ersten Hälfte dieser Dokumentation wird das Leben des Allosaurus namens Big Al nacherzählt. Die zweite Hälfte hingegen belegt durch Untersuchungen an dessen fast vollständigen Fossilienfund eben diese Rekonstruktion und erklärt den Alltag von theropoden Dinosauriern des Juras generell.
Ein weiteres Special erschien 2002. Unter dem Namen Im Reich der Giganten (englischer Originaltitel: Chased by Dinosaurs) macht der Zoologe Nigel Marven eine fiktive Zeitreise in das Erdmittelalter, um „Das Rätsel der Riesenklaue“ von Therizinosaurus zu lösen und den „Kampf der Giganten“ zwischen Giganotosaurus und Argentinosaurus im heutigen Argentinien mitzuerleben.
Im Jahr 2003 geht Nigel Marven in einem weiteren Spin-Off namens Monster der Tiefe erneut auf Zeitreise und besucht die als „7 gefährlichsten Meere aller Zeiten“ bezeichneten Gewässer in aufsteigender Reihenfolge.
2007 wurde darüber hinaus eine 6-teilige Serie namens Prehistoric Park mit ihm produziert. Während jeder Episode reist Marven in eine jeweils andere Epoche, um dort kurz vor dem Aussterben stehende Tiere in ein Wildtierreservat der Gegenwart zu bringen und diese dadurch zu retten.
2013 erschien mit Dinosaurier 3D – Im Reich der Giganten ein Kinofilm, welcher das Leben eines Pachyrhinosaurus von der Geburt bis in das Erwachsenenalter kindgerecht nacherzählt. Im Gegensatz zur Serie können die Tiere sprechen.

## Hintergrundinformationen, Produktion und Quoten
Bei Beginn der Dreharbeiten gab es für Tim Haines, den Produzenten der Serie, die Schwierigkeit einen geeigneten Drehort für die Landschaftsaufnahmen zu finden, denn im Erdmittelalter gab es noch kein Gras, das heute nahezu weltweit verbreitet ist. Deshalb musste auf Gebiete wie Neuseeland, die Bahamas, Neukaledonien, Chile, Kalifornien, die Kanaren (Santa Cruz de La Palma, Teneriffa) und Australien ausgewichen werden.
Mit Hilfe von Computer Generated Imagery (CGI) wurden die Tiere animiert, nur bei Nahaufnahmen wurde auf 3D-Animationen verzichtet, da ihre Wirkung nicht als hinreichend realistisch eingeschätzt wurde. An ihrer Stelle kamen Animatronica zum Einsatz. Die Produktion kostete 18 Millionen US-Dollar und ist bis heute eine der teuersten Dokumentarfilmserien der Fernsehgeschichte.
Die Erstausstrahlung im deutschen Fernsehen, gesprochen von Otto Clemens, verfolgten sechs Millionen Zuschauer. In den Vereinigten Staaten verzeichnete die Premiere die bis dahin beste Quote des Discovery Channels in der Sendergeschichte.
Von den sechs Teilen werden in Deutschland zumeist zwei in einer Sendung gezeigt, die Dauer einer Episode beträgt etwa 30 Minuten. Die Serie wurde auf VHS-Kassette und DVD veröffentlicht. Unter Mitwirkung des Paläontologen Martin Sander als wissenschaftlicher Berater ist ein Buch zur Serie erschienen.
Für 2025 haben die BBC und PBS in Zusammenarbeit mit dem ZDF und France Télévisions ein Remake der Reihe angekündigt.

## Die Live-Show

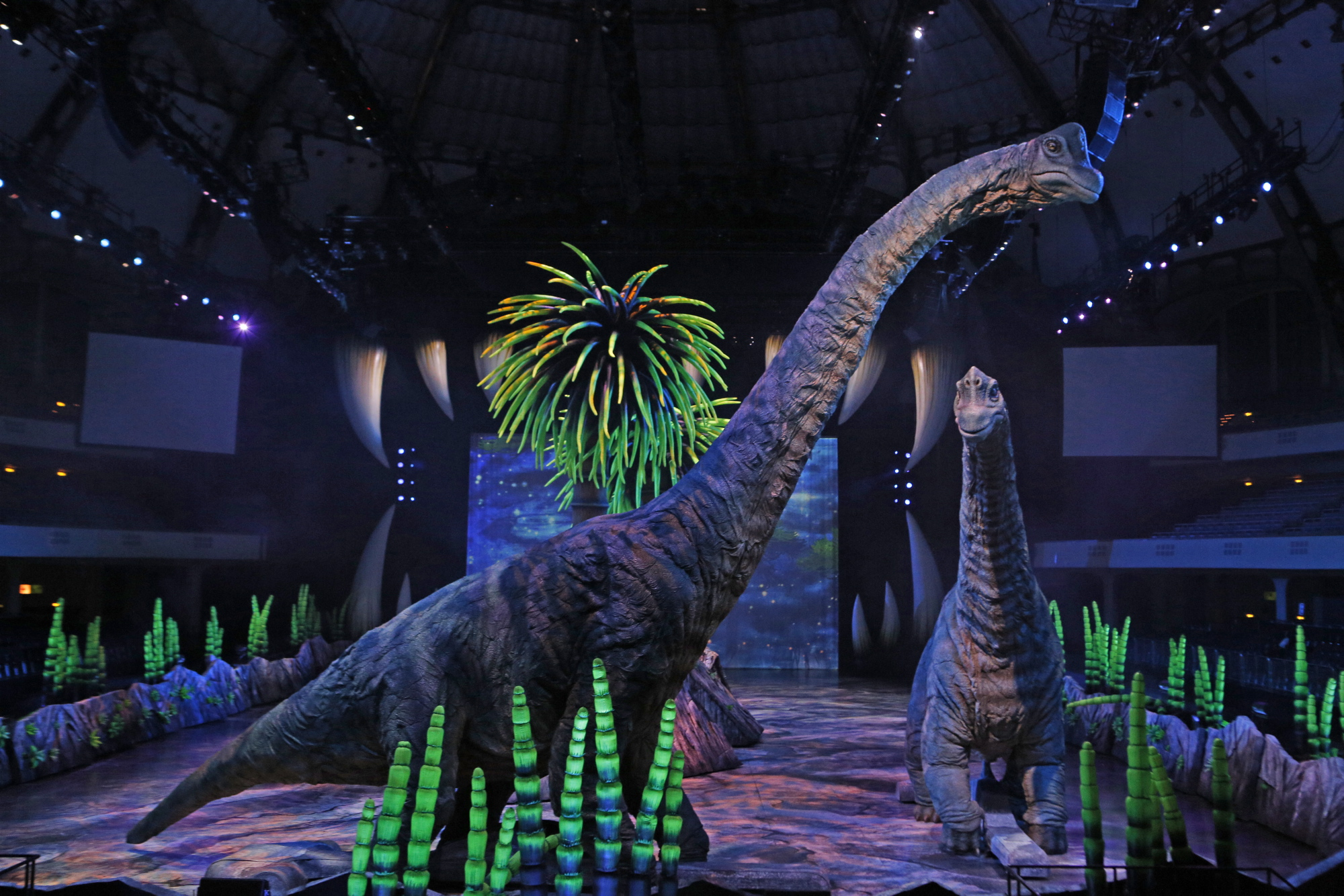
Die Live-Show „Dinosaurier – Im Reich der Giganten“ in der Festhalle Frankfurt.

Die auf den Filmen beruhende Live-Show „Walking With Dinosaurs“ beziehungsweise „Dinosaurier – Im Reich der Giganten“ ist 2009 und 2010 in Berlin, Mannheim, Köln, Hannover, Hamburg, München, Nürnberg und Wien aufgeführt worden. Eine weitere Tour machte Anfang 2013 in Leipzig, Oberhausen, Frankfurt, Wien, Stuttgart und München halt.